# 16t (jeu vidéo)
Cet article concerne le jeu vidéo. Pour les articles homonymes, voir 16t.
16t (également appelé 16 Ton) est un jeu vidéo d'action et de plates-formes sorti en 1991 sur Sega Meganet, le modem de la Mega Drive, uniquement au Japon. Le jeu a été développé et édité par Sega.
Il a été réédité dans les compilations de jeux Sega Games Can Vol. 2, sortie au Japon le 18 mars 1994 sur Mega-CD, et Game no Kanzume: Otokuyō, sortie au Japon le 1er juin 1995 sur Mega Drive.

## Système de jeu
Le personnage doit traverser des mondes étranges remplis de monstres. Pour se défendre, il peut lancer des poids de 16 tonnes (d'où le nom du jeu).